# Colonne du duc d'York

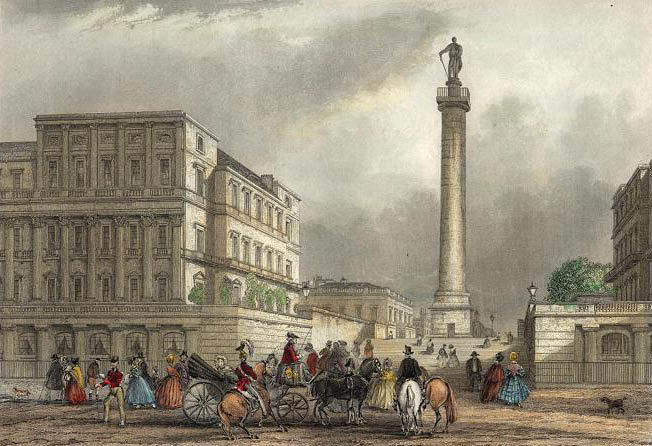
La Colonne du duc d'York, vue depuis le Mall.

La Colonne du duc d'York (en anglais : Duke of York Column, dite aussi The York Monument) (Londres, Angleterre) est un monument dédié au prince Frédérick, duc d'York et d'Albany, deuxième fils du roi George III. Il fut dessiné par Benjamin Dean Wyatt. La colonne est située sur le côté sud de Waterloo Place, entre les des deux immeubles du Carlton House Terrace. Les escaliers descendant vers The Mall, sont communément appelés The Duke of York Steps (les « Marches duc d'York »).

## Histoire
Le prince Frederick fut commandant en chef de l'armée de terre britannique durant les Guerres de Révolution françaises puis de 1811 à 1827. Il conduisit une réforme de modernisation de l'armée britannique vieillissante et la transforma en une force nouvelle et solide.
Lorsqu'il mourut en 1827, l'armée britannique tout entière consacra le montant d'un jour de salaire afin de faire ériger un monument à sa mémoire
Lorsque la somme de 21 000 £ fut atteinte, le comité s'occupant du projet demanda à plusieurs architectes de soumettre leurs propositions et, en décembre 1830, ils choisirent le plan conçu par Benjamin Dean Wyatt. 
Le maçon de Pimlico fut chargé de construire la colonne, pour un coût total de 15 £ 760. Les excavations nécessaires à la construction des fondations commencèrent le 27 avril 1831. 
Une couche de Pierre de York disposée en dalles fut utilisée pour consolider le béton et une autre fut placée au sommet des fondations en tant que base de maçonnerie.
Les fondations furent achevées le 25 juin de la même année, et la construction de la colonne en pierre fut lancée trois semaines plus tard.

## Description
La colonne est d'ordre toscan. Elle est composée de  granite de l'Aberdeenshire; dont la variété gris clair fut utilisée pour le piédestal, un gris-bleuté pour la base de la tige, ainsi que du granite rouge de Peterhead, Écosse, pour le reste de la structure. 
Il y a une bordure en fer autour de l'abaque au sommet.
Au centre de la construction sur une plinthe se trouve une statue en bronze du duc portant la robe de Chevalier de l'Ordre de la Jarretière, sculptée par Sir Richard Westmacott.
À l'intérieur de la colonne creuse, un escalier en colimaçon de 168 marches éclairé par des ouvertures murales, amène à une plateforme panoramique se trouvant autour de la base de la statue. L'accès est fermé au public depuis des dizaines d'années.
Bien qu'étant de même grandeur que la célèbre colonne Trajan de Rome, la hauteur de la colonne a suscité une polémique à l'époque prétendant que le duc tentait d'échapper à ses créanciers. À son décès, il traînait une dette de 2 millions de livres.

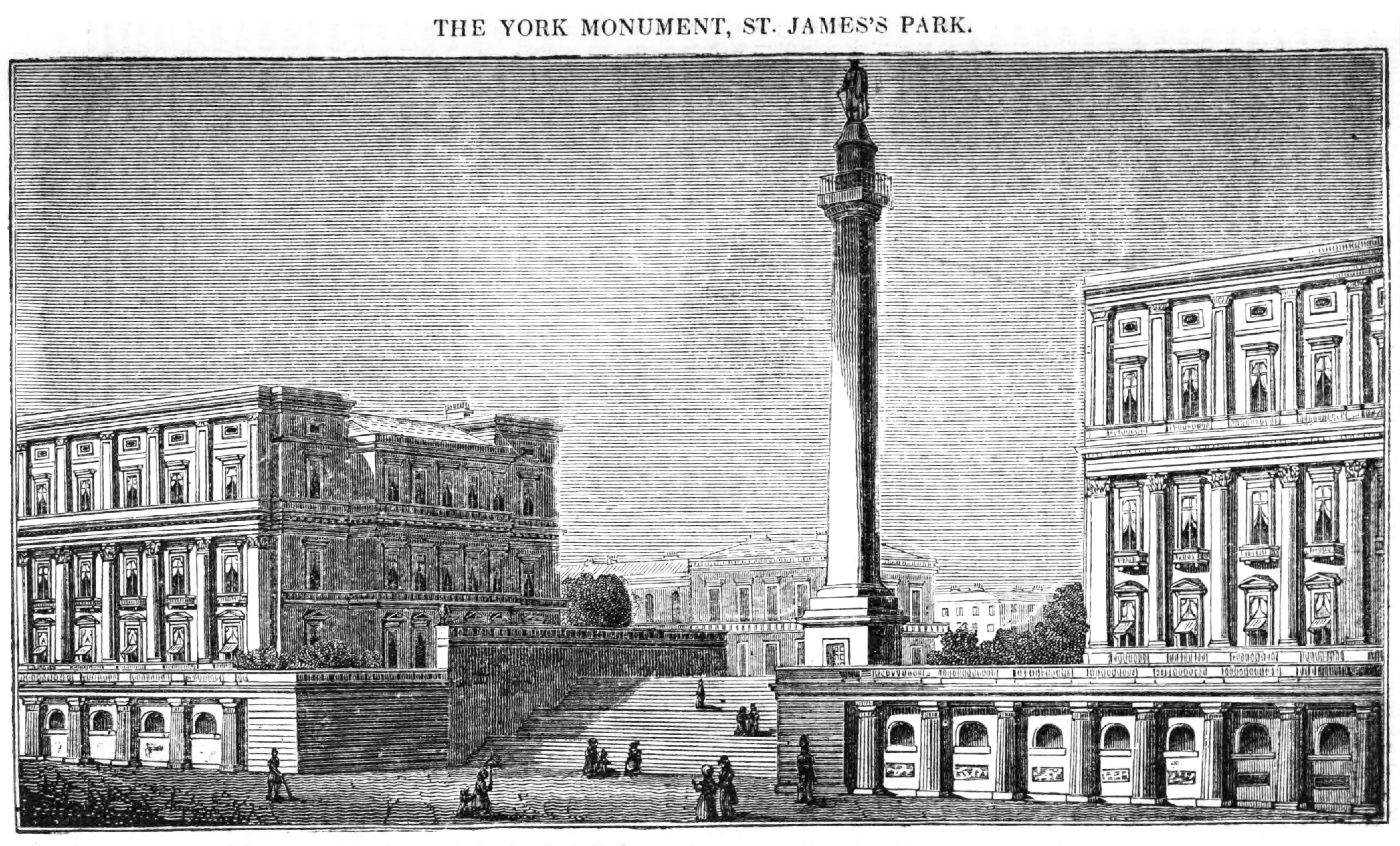
Illustration du York Monument (Colonne du duc d'York)